# Canada Open 1997 - Qualificazioni doppio maschile
Le qualificazioni del doppio maschile del Canada Open 1997 sono state un torneo di tennis preliminare per accedere alla fase finale della manifestazione. I vincitori dell'ultimo turno sono entrati di diritto nel tabellone principale. In caso di ritiro di uno o più giocatori aventi diritto a questi sono subentrati i lucky loser, ossia i giocatori che hanno perso nell'ultimo turno ma che avevano una classifica più alta rispetto agli altri partecipanti che avevano comunque perso nel turno finale.
Le qualificazioni del doppio del torneo Canada Open 1997 prevedevano 8 coppie partecipanti di cui 2 sono entrate nel tabellone principale.

## Teste di serie
1. Aleksandar Kitinov /  Jeff Salzenstein (Qualificati)
2. Neville Godwin /  Sargis Sargsian (Qualificati)

1. Doug Flach /  Chris Woodruff (ultimo turno)
2. Scott Draper /  Vince Spadea (primo turno)

## Qualificati
1. Aleksandar Kitinov  /   Jeff Salzenstein

1. Neville Godwin  /   Sargis Sargsian

## Tabellone

### Legenda
| - Q = Qualificato - WC = Wild card - LL = Lucky loser | - ALT = Alternate - SE = Special Exempt - PR = Protected Ranking | - w/o = Walkover - r = Ritirato - d = Squalificato |

### Sezione 1
|  | Primo turno | Primo turno                         | Primo turno                         | Primo turno | Primo turno |  |  | Ultimo turno | Ultimo turno                        | Ultimo turno                        | Ultimo turno | Ultimo turno |  |
|  |             |                                     |                                     |             |             |  |  |              |                                     |                                     |              |              |  |
|  | 1           | Aleksandar Kitinov Jeff Salzenstein | Aleksandar Kitinov Jeff Salzenstein | 6           | 6           |  |  |              |                                     |                                     |              |              |  |
|  |             | Simon Larose Frédéric Niemeyer      | Simon Larose Frédéric Niemeyer      | 4           | 4           |  |  | 1            | Aleksandar Kitinov Jeff Salzenstein | Aleksandar Kitinov Jeff Salzenstein | 6            | 7            |  |
|  |             | Lorenzo Manta Michael Tebbutt       | 4                                   | 6           | 6           |  |  |              | Lorenzo Manta Michael Tebbutt       | Lorenzo Manta Michael Tebbutt       | 2            | 6            |  |
|  | 4           | Scott Draper Vince Spadea           | 6                                   | 3           | 3           |  |  |              |                                     |                                     |              |              |  |

### Sezione 2
|  | Primo turno | Primo turno                            | Primo turno                            | Primo turno | Primo turno |  |  | Ultimo turno | Ultimo turno                   | Ultimo turno | Ultimo turno | Ultimo turno |  |
|  |             |                                        |                                        |             |             |  |  |              |                                |              |              |              |  |
|  | 2           | Neville Godwin Sargis Sargsian         | Neville Godwin Sargis Sargsian         | 6           | 6           |  |  |              |                                |              |              |              |  |
|  |             | Jonathan Arpin Charles-Antoine Sevigny | Jonathan Arpin Charles-Antoine Sevigny | 2           | 1           |  |  | 2            | Neville Godwin Sargis Sargsian | 6            | 4            | 6            |  |
|  | 3           | Doug Flach Chris Woodruff              | Doug Flach Chris Woodruff              | 6           | 7           |  |  | 3            | Doug Flach Chris Woodruff      | 3            | 6            | 3            |  |
|  |             | Emin Ağayev Ryan Clark                 | Emin Ağayev Ryan Clark                 | 3           | 5           |  |  |              |                                |              |              |              |  |